# Антоній (Масендич)
Єпископ Антоній (в миру Іван Іванович Масендич; 20 квітня 1961, село Плав'я, Сколівський район, Львівська область — 8 липня 2001, Барнаул) — єпископ Російської православної церкви, єпископ Барнаульський і Алтайський.
У 1990—1993 роках був архієреєм у складі кліру під опікою автокефальних єпископів і невизнаного патріархами інших країн світу Київського Патріархату Української Православної Церкви.

## Біографія
Народився 20 квітня 1961 року в селі Плав'я Сколівського району Львівської області УРСР.
Після закінчення 8-річної школи продовжив освіту в медичному училищі Івано-Франківська, яке закінчив у 1980 році. Навчання поєднував з послухом у храмі Воскресіння Господнього.
У 1980 році був покликаний в армію, службу проходив на будівництві Байкало-Амурської магістралі.
Після армії з благословення свого духовного батька працював в єпархіальному управлінні Володимирської єпархії.
У 1982 році архімандритом Олексієм (Кутєповим) був пострижений у чернецтво з ім'ям Антоній на честь преподобного Антонія Києво-Печерського, потім був висвячений на ієродиякона.
У 1983—1985 роки навчався на заочному відділенні Московської духовної семінарії.

### Священнослужитель Російської православної церкви
25 лютого 1984 року архієпископом Володимирським і Суздальським Серапіоном (Фадєєвим) був висвячений у сан ієромонаха.
У 1985 році на запрошення архієпископа Новосибірського і Барнаульського Гедеона (Докукіна), прибув у Сибір і був призначений настоятелем храму в ім'я св. великомученика Димитрія Солунського в місті Алейські, будівництво якого було завершено його стараннями.
У 1986 році був возведений у сан ігумена.
В 1989 році був призначений настоятелем храму в місті Ачинську. Вступив на заочне відділення Московської духовної академії.
Після призначення митрополита Гедеона (Докукіна) на Ставропольско-Бакинську кафедру Антоній (Масендич) переїхав разом з ним на нове місце служіння, де з лютого 1990 року став благочинним православних парафій Азербайджану і настоятелем храму Різдва Пресвятої Богородиці в Баку в сані архімандрита.

### В УАПЦ
Опинившись на Західній Україні, Антоній, на запрошення колишнього єпископа Житомирського Іоанна (Боднарчука) почав служити в парафіях  Української автокефальної православної церкви (УАПЦ).
16 вересня 1990 року митрополитом Львівським (УАПЦ) Іоанном (Боднарчуком), єпископами УАПЦ Володимиром (Романюком) і Данилом (Ковальчуком) Антоній був висвячений на єпископа Рівненського і Житомирського (УАПЦ).
Незабаром між престарілим главою УАПЦ патріархом Київським Мстиславом (Скрипником), який жив в США, і його місцеблюстителем в Україні митрополитом Іоанном (Боднарчуком) розгорівся конфлікт, в якому Антоній прийняв сторону Мстислава і став з цього часу користуватися його довірою. Отримавши від нього посаду керуючого справами УАПЦ (з 1 грудня 1990) і повністю усунувши Іоанна від керівництва, Антоній у 1991—1992 роки фактично очолював УАПЦ. Мав в УАПЦ повноваження приймати у відсутності патріарха найбільш важливі рішення самостійно, після попередньої телефонної консультації із патріархом Мстиславом, що був тоді в США.
У липні 1991 року був призначений на посаду голови Відділу зовнішніх церковних зв'язків УАПЦ та возведений у сан архієпископа Київського.
25 січня 1992 році архієпископу Антонію був дарований титул митрополита Переяславського і Січеславського.
Сприяв поширенню автокефального руху в Україні, особисто брав участь в штурмі храмів, які належали Українській православній церкві Московського Патріархату, очолював кампанію із захоплення православних храмів на Волині. Заявляв, що збирається вимагати заборони УПЦ як «фашистської організації».
21 червня 1992 року в канцелярії УАПЦ на вул. Трьохсвятительській у Києві до митрополита Антонія прибули народні депутати Олександр Зінченко, Лариса Скорик, Дмитро Павличко, Василь Червоній, М. В. Поровський, а також майбутній заступник голови СБУ Віктор Бурлаков і співробітник апарату Президента України Леоніда Кравчука Богдан Тернопильский. Вони вимагали негайно скликати собор єпископів УАПЦ для прийому в її лоно Філарета (Денисенка) разом з церковною скарбницею, будівлею митрополії на Пушкінській і Володимирським собором.У відповідь на заперечення Антонія, який говорив, що він не має права на подібні дії, послідувала відповідь: «Ви зобов'язані, це розпорядження Президента України»[джерело?].
22 червня 1992 року Антоній (Масендич), піддавшись тиску з боку влади і не погодивши питання з патріархом Мстиславом, відправив телеграми єпископам УАПЦ з вимогою терміново приїхати в Київ, не повідомивши їм про мету приїзду.

### В УПЦ-КП
25-26 червня 1992 року в Києві, у приймальні Філарета (Денисенка) (вул. Пушкінська, 36), пройшло зібрання кількох єпископів УАПЦ, депутатів Верховної Ради України, обслуговчого персоналу митрополії, яке назвали Об'єднавчим собором двох церков — УПЦ і УАПЦ. Рішенням собору УПЦ і УАПЦ були скасовані, а все їхнє майно, фінанси і кошти були оголошені власністю новоствореної організації, названої «Українська православна Церква Київського Патріархату». Її керівником було вирішено вважати патріарха УАПЦ Мстислава (Скрипника), заступником — Філарета (Денисенка), керуючим справами — Антонія (Масендича).
Незабаром Філарет (Денисенко) здійснив повторні хіротонії архієреїв УАПЦ, в тому числі Антонія.
30 червня 1992 року відбулася поїздка делегації УПЦ КП до Константинополя. До складу делегації входили заступник патріарха митрополит Філарет (Денисенко), митрополит Антоній (Масендич), архімандрит Валентин (Дажук), ігумен Даниїл (Чокалюк), депутат Верховної Ради України Василь Червоній. Після цього по Українському телебаченню була поширена інформація про нібито можливе визнання нової церкви Константинопольським патріархом. Константинополь спростував цю інформацію.
17 жовтня 1992 року указами Мстислава митрополит Антоній (Масендич) і архієпископ Володимир (Романюк) за самовільне входження в загальні діяння з колишнім митрополитом Філаретом і прийняття від нього архієрейського переосвящения були відлучені від УАПЦ.
Пізніше відносини між Антонієм і Філаретом також зіпсувалися, оскільки Філарет став фактично одноосібно керувати УПЦ КП.

### Відхід з УПЦ-КП
У грудні 1993 — січні 1994 року з УПЦ КП офіційно вийшли п'ять архієреїв: митрополит Антоній (Масендич), архієпископ Спиридон (Бабський), єпископ Роман (Попенко), єпископ Софроній (Власов) та єпископ Іоанн (Сіопко). Єпископи виступили з покаянним зверненням до українського народу, в якому закликали паству свою колишню повернутися в канонічну Церкву, бо Філарет і його церква «ведуть їх до вічної погибелі».
26 лютого 1994 року Антоній офіційно приніс покаяння в розкольницькій діяльності перед Патріархом Московським і всієї Русі Алексієм II і Священним синодом РПЦ був прийнятий до спілкування в сані архімандрита.

### Єпископ Барнаульський
19 березня 1994 року в Троїцькому соборі московського Данилова монастиря Антоній був хіротонізований в єпископа Барнаульського і Алтайського.
У перші роки свого архієрейського служіння єпископ Антоній благословив устрій монастирів в Барнаулі, Алейську, Камені-на-Обі, Яровому, селах Коробейникові, Кислусі. Велику увагу приділяв створенню церковних громад та відновлення зруйнованих стародавніх храмів. Часті архієрейські подорожі по краю і Республіки Алтай сприяли тому, що православне населення підтримало свого єпископа у всіх починаннях. До 1998 року в єпархії було близько 300 храмів і приписних православних парафій, сім монастирів.
Місіонерському служінні Церкви і православну просвітництву єпископ Антоній приділяв особливу увагу. Він вів велику роботу з представниками місцевої влади і громадськості, особисто брав участь у наукових конференціях і круглих столах, викладав курс церковного права на теологічному відділенні Алтайського державного університету. У 1997 році була відновлена діяльність Барнаульського духовного училища, закритого в перші роки радянської влади.
У 1998 році духовенство Алтайської єпархії на чолі з Антонієм виступило із зверненням, в якому містився заклик до виходу РПЦ з екуменічного руху.
Влітку 1998 року єпископ Антоній вирішив отримати світську освіту і єдиний з абітурієнтів відмінно здав вступні іспити на заочне відділення історичного факультету Алтайського університету по кафедрі політології, яке закінчив 28 червня 2001 року, за кілька днів до смерті.
Помер 8 липня 2001 року в Барнаулі від обширного інфаркту на 41-му році життя.